# Aristócrates I
Aristócrates I fue un rey de Arcadia, del siglo VIII a. C. Violó a una joven sacerdotisa de Artemisa Himnia, a la que sorprendió en el templo de la diosa. Los arcadios le castigaron lapidándole y acordaron que en lo sucesivo que el templo de Artemisa no recibiese más que a mujeres casadas. Fue sucedido por su hijo Hicetas.